# Jezera (Pozořice)
Jezera jsou vesnice, část městyse Pozořice v okrese Brno-venkov v Jihomoravském kraji, na okraji Drahanské vrchoviny.

## Historie
Původně se jednalo o samostatnou obec, která byla založena roku 1710 knížetem Janem Adamem z Lichtenštejna na mýtině panského lesa. Své jméno získala podle četných místních jezírek. V roce 1711 zde bylo 17 chalup. Ke sloučení s Pozořicemi došlo v roce 1947. Roku 1973 bylo katastrální území Jezer začleněno do katastru Pozořic. Dnes nemají Jezera žádný administrativní status.

## Obyvatelstvo
| 1869 | 1880 | 1890 | 1900 | 1910 | 1921 | 1930 | 1950 | 1961 | 1970 | 1980 | 1991 | 2001 | 2011 |
| ---- | ---- | ---- | ---- | ---- | ---- | ---- | ---- | ---- | ---- | ---- | ---- | ---- | ---- |
| 402  | 416  | 475  | 509  | 531  | 511  | 533  | 493  | —    | 485  | 441  | —    | —    | —    |